# Sonnaz
Pour les articles homonymes, voir La Sonnaz.
Sonnaz est une commune française située dans le département de la Savoie, en région Auvergne-Rhône-Alpes.
Située au nord de la commune de Chambéry, Sonnaz est membre de la communauté d'agglomération de Grand Chambéry.

## Géographie

### Situation
La commune de Sonnaz est située dans la cluse de Chambéry au pied du massif alpin des Bauges et non loin du mont du Chat dans le massif du Jura et du lac du Bourget. D'une superficie de 7,99 km2, la commune s'étend au nord de la commune de Chambéry, chef-lieu du département de la Savoie jusqu'au niveau de la rive sud du lac (qu'elle ne jouxte néanmoins pas car située trop à l'est). Elle couvre un territoire essentiellement composé de pâturages et de forêts, légèrement collineux. À cet égard, l'altitude de Sonnaz varie de 271 m à 680 m soit un dénivelé relativement limité en comparaison de la majorité des autres communes de Savoie, d'autant que l’altitude maximale est limitée au chaînon septentrional des Monts marquant l'extrémité sud des balcons de Pragondran et la limite est de la commune. L'altitude moyenne avoisine ainsi plutôt les 400 m.
En matière d'hydrographie, Sonnaz est principalement traversée du sud vers le nord par le Tillet. Il prend sa source au sud du roc Mandrin sous le nom d'Eau Blanche selon l'Institut national de l'information géographique et forestière (anciennement IGN), exactement à la limite sud-est de la commune, à 441 m d'altitude. Plus au centre, la commune est aussi en partie traversée par le Petit Canal du Tillet qui rejoint le Tillet au-delà de la limite nord de la commune.
Enfin, la commune de Sonnaz possède sa limite extrême sud-est à l'emplacement d'un col, le col de Saint-Saturnin situé au nord des Monts surplombant Chambéry.

### Communes limitrophes
La commune de Sonnaz est limitrophe de six communes que sont Chambéry, Méry, Saint-Alban-Leysse, Verel-Pragondran, Viviers-du-Lac et Voglans. Les plus longues limites sont partagées avec Méry au nord et à l'est et avec Chambéry au sud.

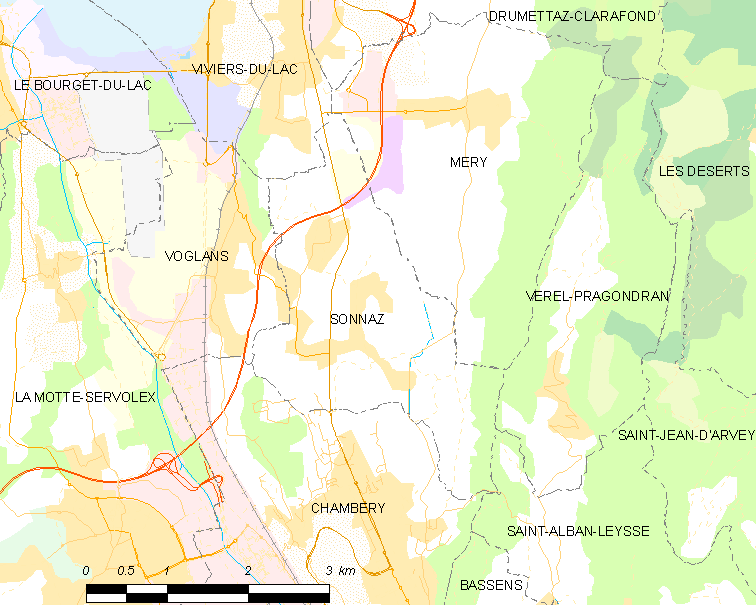
Limites administratives de Sonnaz.

| Voglans  | Viviers-du-Lac / Méry | Méry                                  |
| Voglans  | Sonnaz                | Méry                                  |
| Chambéry | Chambéry              | Verel-Pragondran / Saint-Alban-Leysse |

### Morphologie urbaine

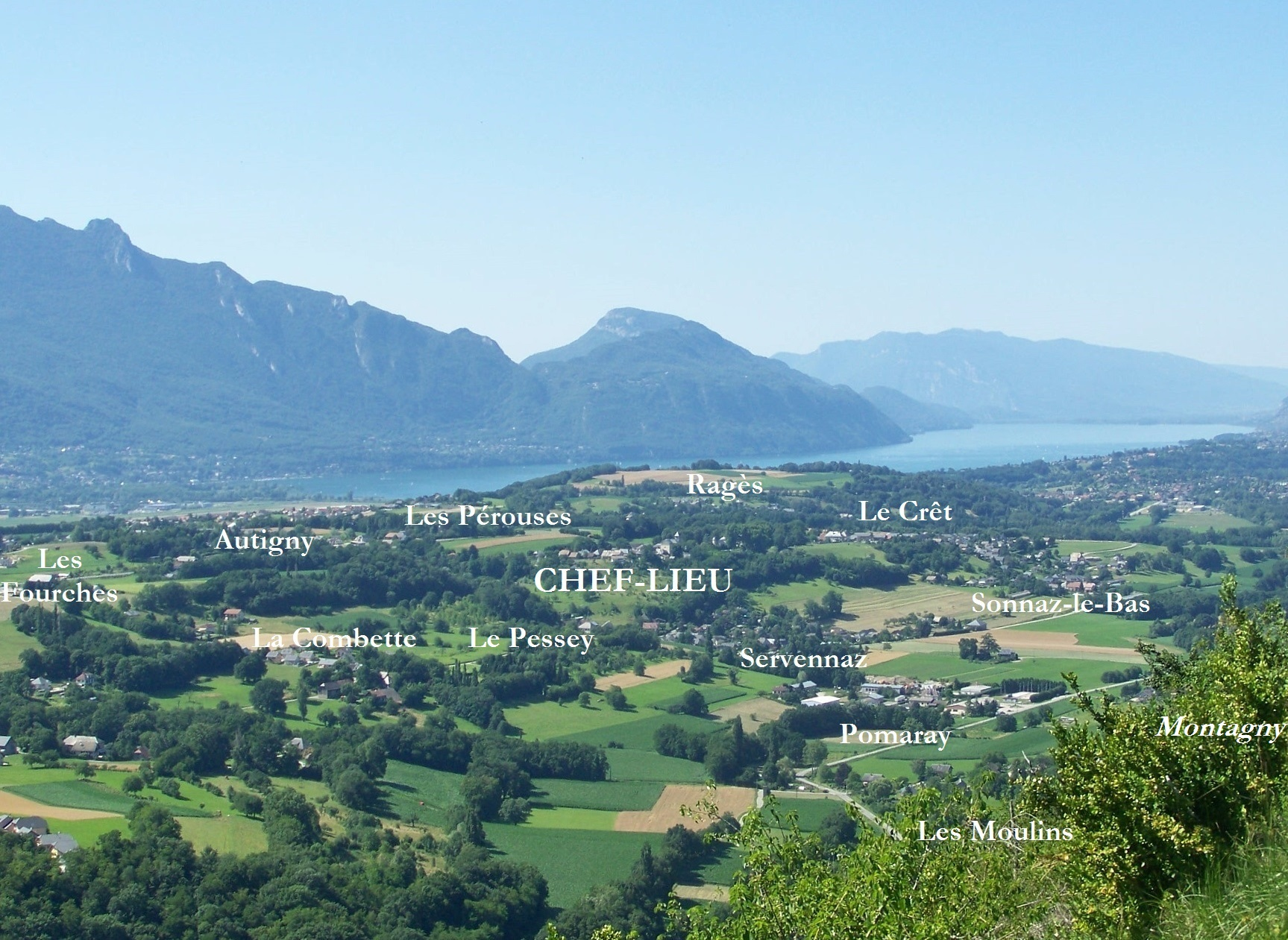
Hameaux de la commune.

La commune de Sonnaz comprend plusieurs hameaux et lieux-dits au sein desquels toute nouvelle construction doit être effectuée. En effet, la commune n’autorise pas de constructions nouvelles qui ne soient pas à proximité de constructions existantes, le reste des terrains étant majoritairement des zones agricoles sans constructibilité prévue par le Plan local d'urbanisme.
Les 15 hameaux de Sonnaz, incluant son chef-lieu, sont :
- Autigny ;
- le Chef-lieu ;
- la Combette ;
- le Crêt ;
- l'Étigny ;
- les Fourches ;
- Montagny ;
- les Moulins ;
- les Pérouses ;
- le Pessey ;
- Pomaray ;
- Ragès ;
- Servennaz ;
- Sonnaz le bas ;
- la Touvière.

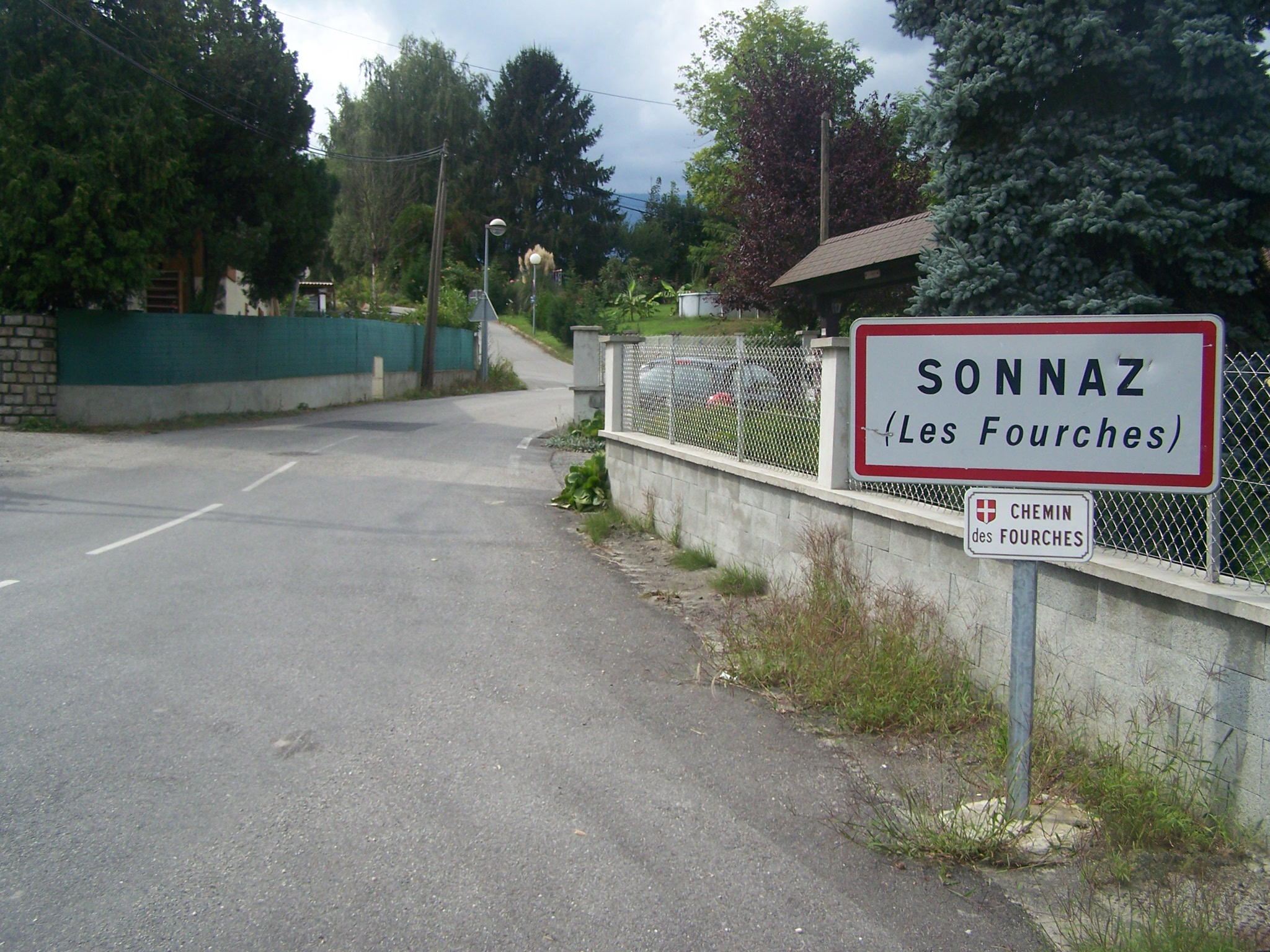
Entrée aux Fourches.
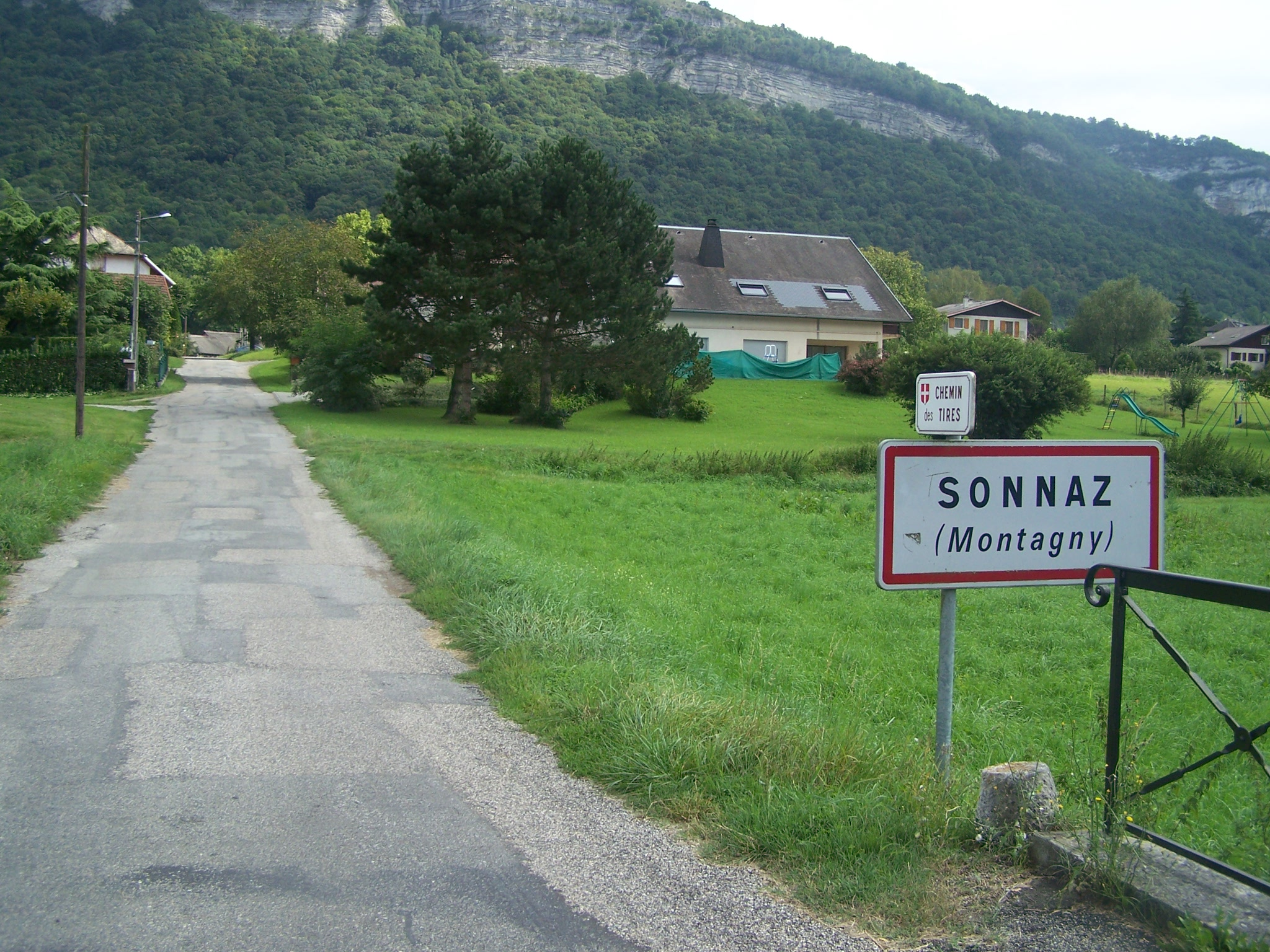
Entrée à Montagny.
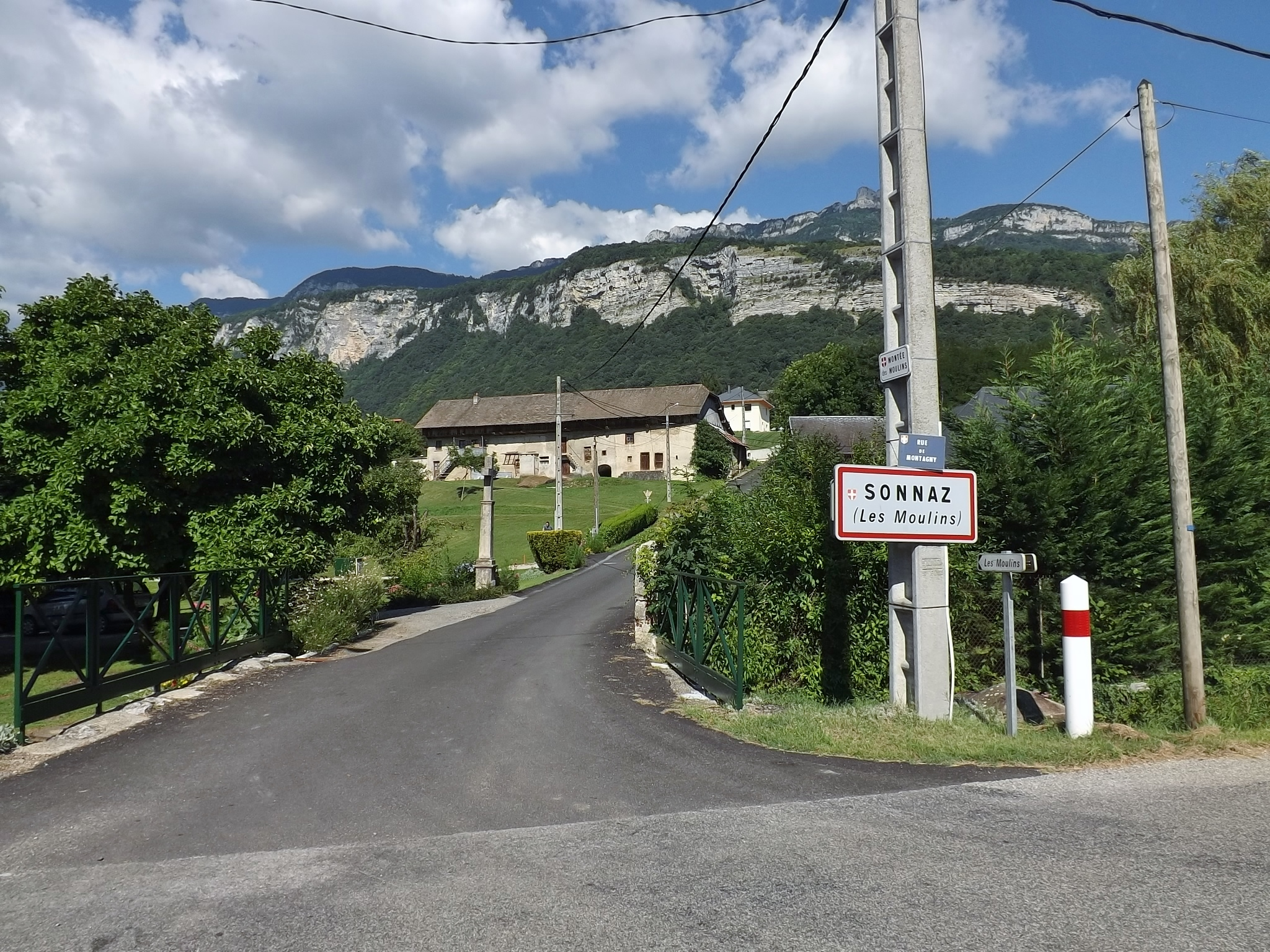
Entrée aux Moulins.
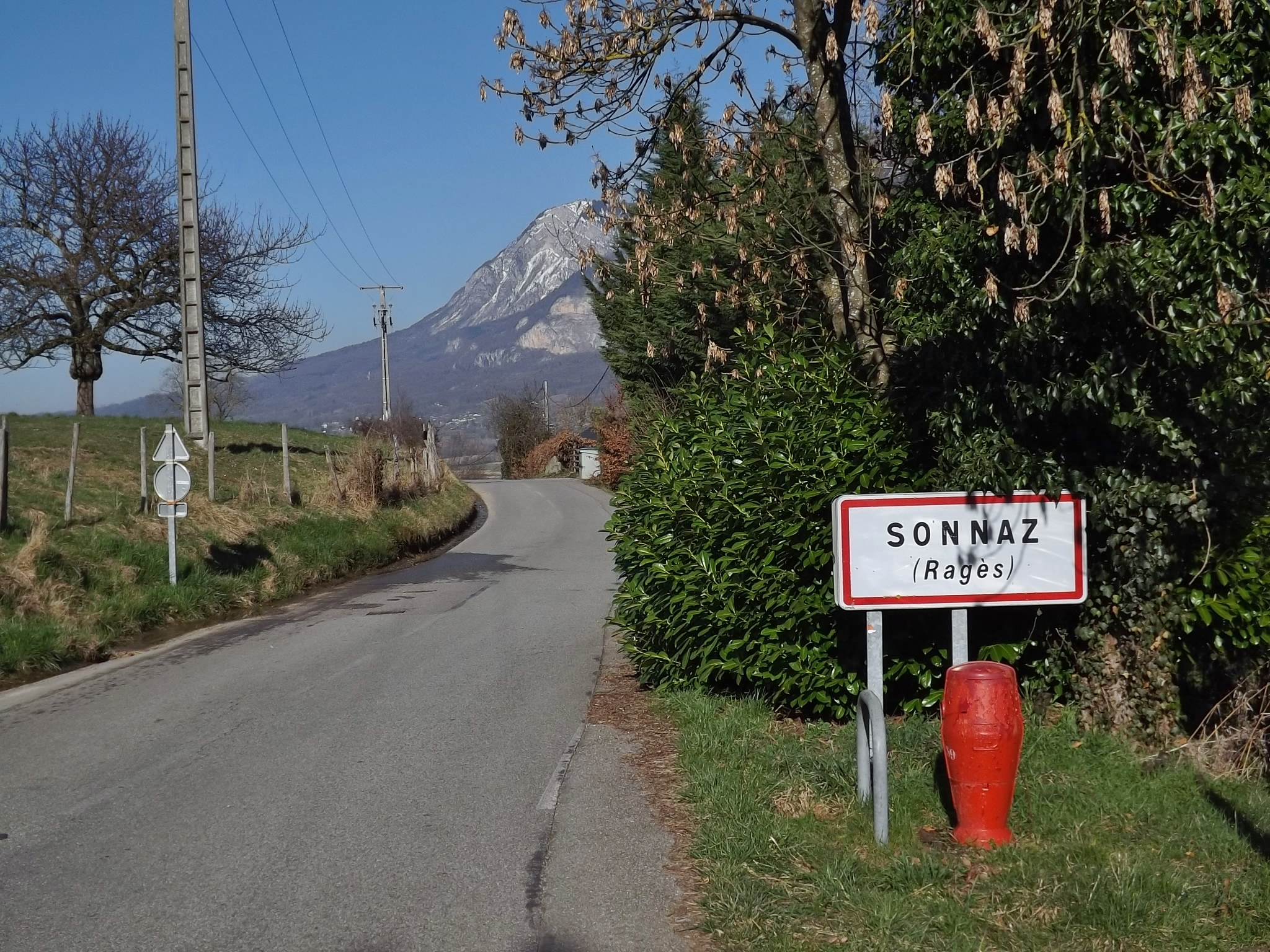
Entrée à Ragès.

### Voies de communication et transports

#### Voies routières
La commune voit passer l'ancienne route nationale 491, aujourd'hui déclassée en route départementale 991. Débutant à Chambéry et se terminant dans l'Ain, cette route est principalement utilisée pour relier Chambéry et Aix-les-Bains, en passant par Sonnaz, Méry, Viviers-du-Lac et Drumettaz-Clarafond. Elle permet par ailleurs de doubler la route nationale 201 passant en contrebas, par Voglans et Tresserve.
La commune est par ailleurs traversée sur sa partie nord par l'autoroute A41 (nord). Les échangeurs les plus proches sont ceux de Chambéry à l’ouest et de Drumettaz-Clarafond (dit « Aix-les-Bains Sud ») au nord.

#### Transports en commun

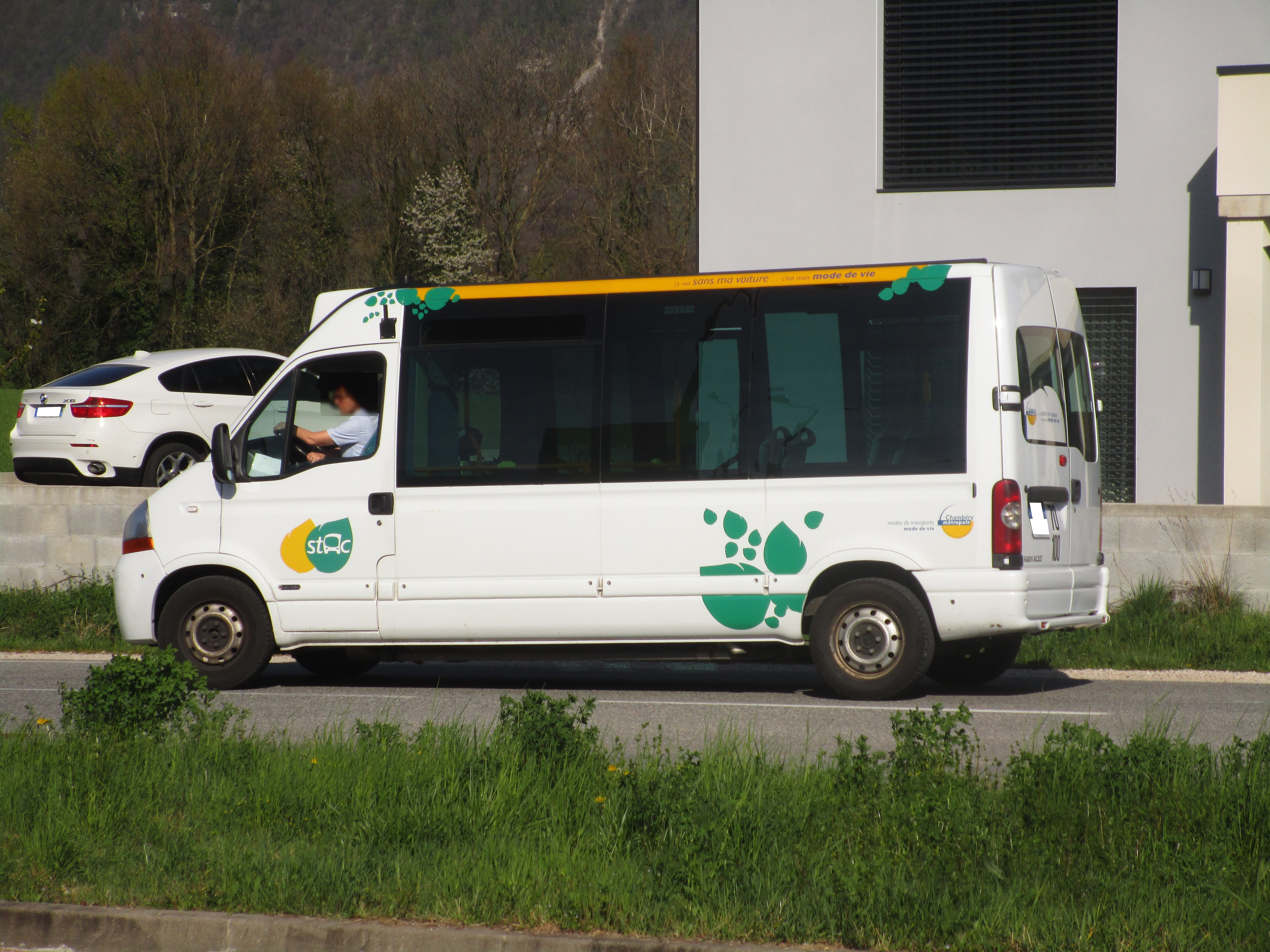
Un bus du STAC à Sonnaz en mars 2017.

La commune de Sonnaz est desservie par deux lignes du réseau de bus du Service de transport de l'agglomération chambérienne (STAC) de la communauté d'agglomération Chambéry Métropole - Cœur des Bauges, dont Sonnaz est membre. Il s'agit de la ligne no 10 qui dessert le chef-lieu et plusieurs hameaux, qui assure des départs réguliers en heures de pointe ou en Transport à la demande (TAD) en heures creuses, et de la ligne Chrono B, plus régulière mais dont le terminus est situé sur le Parc Relais de la Maison Brulée, à la limite sud de la commune. Cette seconde ligne descend vers le centre-ville de Chambéry, d’où elle poursuit sa route vers la commune de Barby. Les dimanches et jours fériés, la ligne 10 et le Transport à la demande (TAD) ne sont pas assurés.
Par ailleurs, la commune est également desservie en période scolaire par la ligne no 12 du réseau Ondéa de la communauté d'agglomération Grand Lac, qui relie Aix-les-Bains à Voglans via Sonnaz.

#### Transport ferroviaire
Sonnaz ne voit passer aucune ligne de chemin de fer sur son territoire. La ligne la plus proche est la ligne de Culoz à Modane (frontière) (aussi dite « ligne de la Maurienne »), suivant pour partie la RN 201 en contrebas, sur la commune de Voglans, à l'ouest.
La gare ferroviaire la plus proche sur cette ligne est la gare de Viviers-du-Lac située à une demi-douzaine de kilomètres au nord. Toutefois, cette-dernière n'est desservie quotidiennement que par un nombre limité de trains et permet le plus souvent de relier Chambéry ou Aix-les-Bains. Aussi, la gare la plus importante à proximité de la commune est la gare de Chambéry - Challes-les-Eaux, située à moins de dix kilomètres au sud de Sonnaz. Elle permet des liaisons par TGV vers Paris, Milan et Marseille durant les week-ends, et des liaisons régionales vers Lyon, Grenoble, Genève, Annecy et Bourg-Saint-Maurice et Modane pour les vallées de Savoie.

#### Transport aérien
La commune est située à proximité de l'aéroport de Chambéry - Savoie situé à moins de cinq kilomètres à l’ouest, sur les communes de Voglans et du Bourget-du-Lac.
Il permet notamment des liaisons vers divers pays du nord de l’Europe, ainsi que vers Paris, durant la saison hivernale, en particulier les week-ends.

## Urbanisme

### Typologie
Au 1er janvier 2024, Sonnaz est catégorisée ceinture urbaine, selon la nouvelle grille communale de densité à sept niveaux définie par l'Insee en 2022.
Elle appartient à l'unité urbaine de Chambéry, une agglomération intra-départementale regroupant 35  communes, dont elle est une commune de la banlieue,,. Par ailleurs la commune fait partie de l'aire d'attraction de Chambéry, dont elle est une commune de la couronne,. Cette aire, qui regroupe 115 communes, est catégorisée dans les aires de 200 000 à moins de 700 000 habitants,.

### Occupation des sols
L'occupation des sols de la commune, telle qu'elle ressort de la base de données européenne d’occupation biophysique des sols Corine Land Cover (CLC), est marquée par l'importance des territoires agricoles (70,8 % en 2018), en diminution par rapport à 1990 (79,2 %). La répartition détaillée en 2018 est la suivante : 
zones agricoles hétérogènes (67,3 %), zones urbanisées (20,7 %), forêts (7,7 %), terres arables (3,5 %), zones industrielles ou commerciales et réseaux de communication (0,8 %).
L'IGN met par ailleurs à disposition un outil en ligne permettant de comparer l’évolution dans le temps de l’occupation des sols de la commune (ou de territoires à des échelles différentes). Plusieurs époques sont accessibles sous forme de cartes ou photos aériennes : la carte de Cassini (XVIIIe siècle), la carte d'état-major (1820-1866) et la période actuelle (1950 à aujourd'hui).

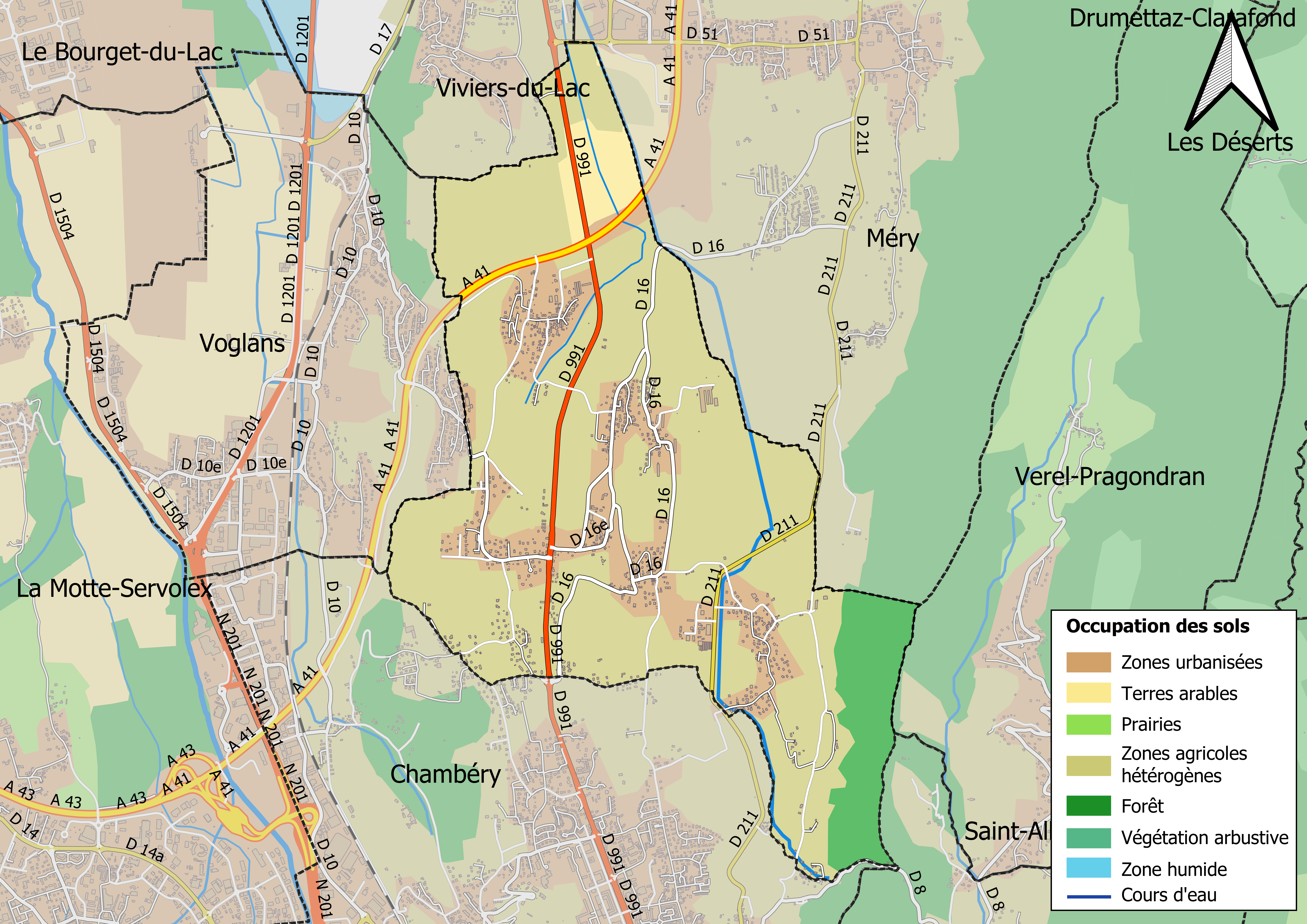
Carte des infrastructures et de l'occupation des sols en 2018 (CLC) de la commune.
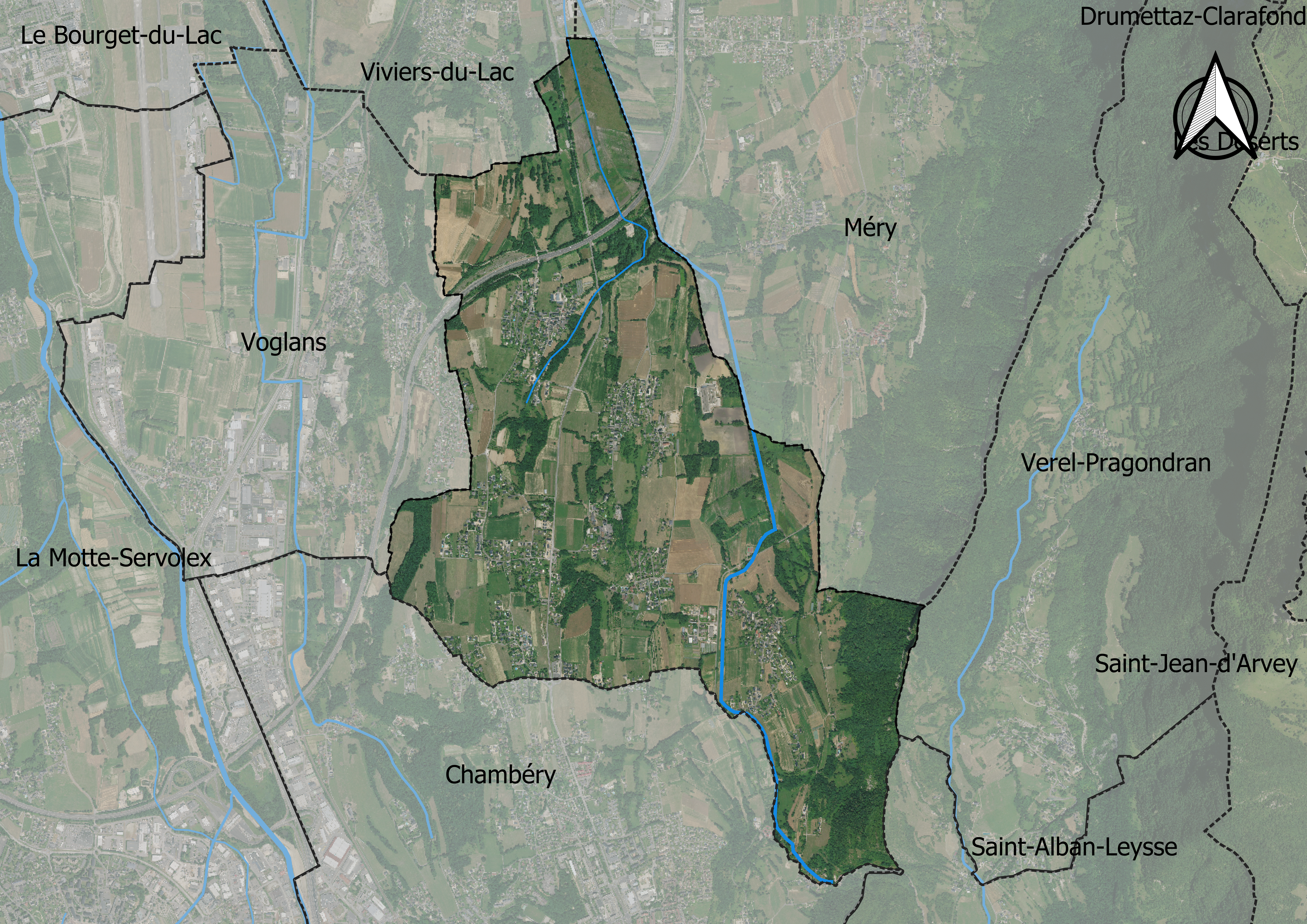
Carte orthophotogrammétrique de la commune.

## Toponymie
En francoprovençal, le nom de la commune s'écrit Sonâ, selon la graphie de Conflans.

## Histoire
Sonnaz est une commune de la Savoie située à proximité de Chambéry, possède une histoire ancienne, remontant à l’Antiquité romaine. Des vestiges archéologiques, tels qu’une urne cinéraire, des monnaies et des poteries, témoignent de l’occupation du territoire à cette époque. L’origine du nom de la commune pourrait être liée à un propriétaire gallo-romain nommé Solo.
Son histoire est liée à la famille Gerbais de Sonnaz, l'une des grandes familles nobles de la région. Cette famille, connue pour son engagement envers la Maison de Savoie, a marqué l’histoire locale à travers ses possessions et ses figures militaires distinguées.
L’origine de la famille de Gerbaix de Sonnaz remonte au Moyen Âge. À partir d’Amé de Gerbaix, mort lors de la bataille de Monthoux en 1591, la lignée se scinde en plusieurs branches, dont celle des Sonnaz d’Habères, établie en Chablais et Faucigny au XVIIe siècle. Parmi les propriétés les plus notables de la famille figurent le château de Sonnaz, le château de Thonon, et plusieurs autres domaines dans la région.
La famille s'est illustrée à de nombreuses reprises dans les conflits militaires européens. Outre ce rôle militaire, les Sonnaz ont contribué au développement de la région en entreprenant divers travaux, notamment en matière d’infrastructure routière en Chablais. Joseph de Sonnaz, syndic de Thonon, est à l’origine de la chapelle de Rives, construite pour veiller sur les pêcheurs du lac Léman.
Cependant, la famille dut faire face à de nombreux bouleversements, notamment lors de l'annexion de la Savoie à la France en 1860, qui les amena à suivre la Maison de Savoie en Italie. Leurs domaines furent progressivement vendus au cours du XXe siècle, comme ce fut le cas du château de Thonon, cédé à la ville en 1949.
Sonnaz conserve le souvenir de cette illustre famille à travers plusieurs vestiges de son passé, témoignant de son rôle central dans l’histoire de la Savoie.

## Politique et administration

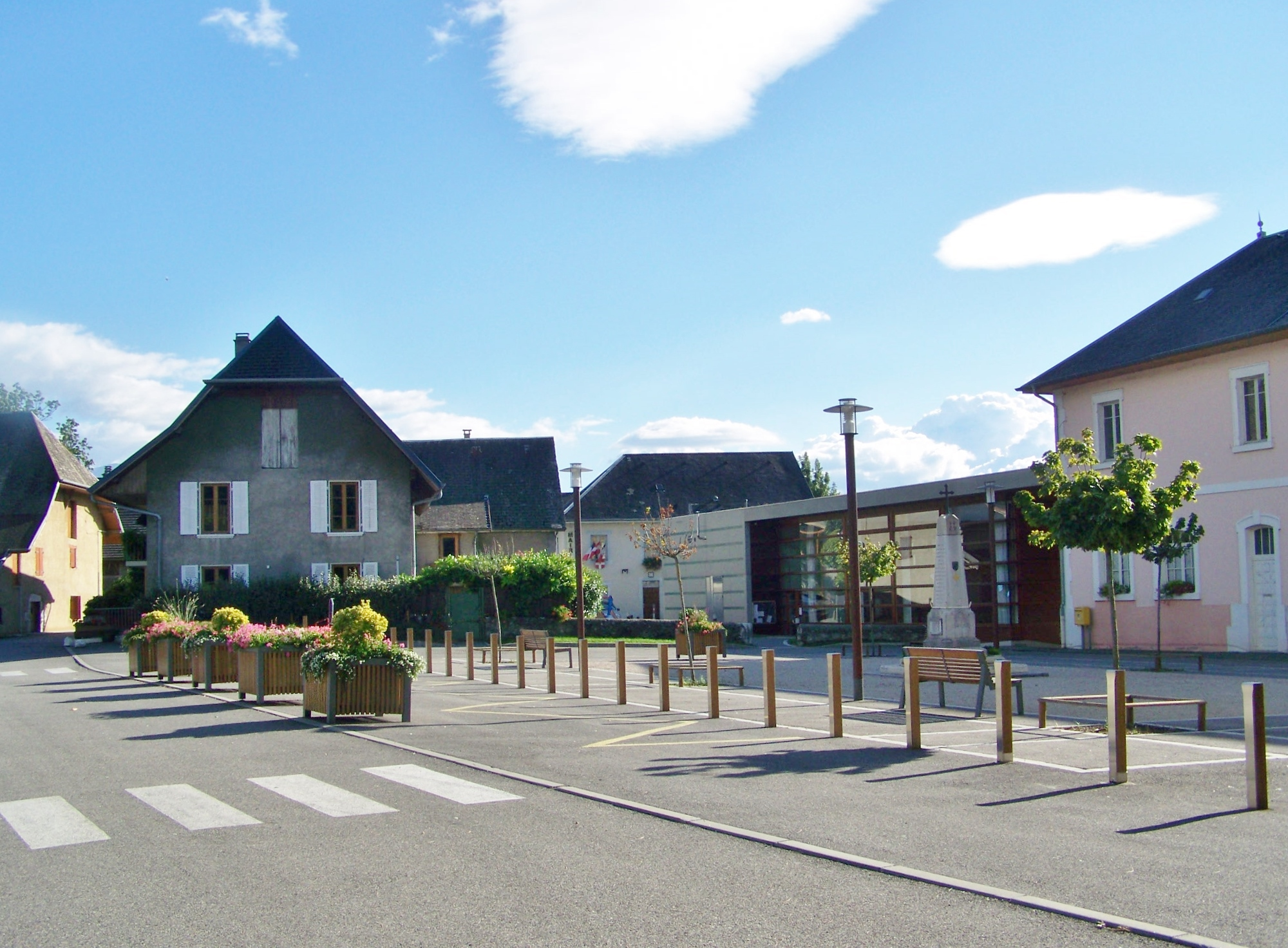
Chef-lieu de la commune et mairie.

### Administration municipale
Le conseil municipal de Sonnaz se compose du maire, de quatre adjoints et de 10 conseillers municipaux.
Voici ci-dessous le partage des sièges au sein du conseil municipal :

### Tendances politiques et résultats
|                                 | 1er score | 1er score                             | 2e score | 2e score                                | Participation |
| Élections européennes de 2014   |           | 26,00 % pour Renaud Muselier (UMP)    |          | 22,16 % pour Jean-Marie Le Pen (FN)     | 48,96 %       |
| Élections municipales de 2014   |           | 100,00 % pour Daniel Rochaix (SE)     |          | -                                       | 55,53 %       |
| Élections législatives de 2012  |           | 51,91 % pour Christiane Brunet (DVD)  |          | 48,09 % pour Bernadette Laclais (PS)    | 58,62 %       |
| Élection présidentielle de 2012 |           | 54,65 % pour Nicolas Sarkozy (UMP)    |          | 45,35 % pour François Hollande (PS)     | 86,93 %       |
| Élections cantonales de 2011    |           | 64,60 % pour Thierry Repentin (PS)    |          | 35,40 % pour Joëlle Regairaz (FN)       | 56,05 %       |
| Élections régionales de 2010    |           | 46,52 % pour Jean-Jack Queyranne (PS) |          | 37,52 % pour Françoise Grossetête (UMP) | 60,54 %       |

### Liste des maires
| Période                                  | Période                    | Identité          | Étiquette | Qualité |
| ---------------------------------------- | -------------------------- | ----------------- | --------- | ------- |
| 1925                                     | 1971                       | François Jarret   | ...       | ...     |
| 1971                                     | 1977                       | Hubert Parmentier | ...       | ...     |
| 1977                                     | 1995                       | Roger Gandet      | DVG       | ...     |
| 1995                                     | 2008                       | Gérard Duval      | ...       | ...     |
| Mars 2008                                | En cours (au 30 juin 2020) | Daniel Rochaix    | SE        | ...     |
| Les données manquantes sont à compléter. |                            |                   |           |         |

## Population et société

### Démographie
L'évolution du nombre d'habitants est connue à travers les recensements de la population effectués dans la commune depuis 1793. Pour les communes de moins de 10 000 habitants, une enquête de recensement portant sur toute la population est réalisée tous les cinq ans, les populations de référence des années intermédiaires étant quant à elles estimées par interpolation ou extrapolation. Pour la commune, le premier recensement exhaustif entrant dans le cadre du nouveau dispositif a été réalisé en 2005.

En 2022, la commune comptait 2 106 habitants, en évolution de +15,14 % par rapport à 2016 (Savoie : +3,63 %, France hors Mayotte : +2,11 %).
| 1793 | 1800 | 1806 | 1822 | 1838 | 1848 | 1858 | 1861 | 1866 |
| ---- | ---- | ---- | ---- | ---- | ---- | ---- | ---- | ---- |
| 570  | 580  | 556  | 884  | 880  | 994  | 884  | 892  | 790  |

| 1872 | 1876 | 1881 | 1886 | 1891 | 1896 | 1901 | 1906 | 1911 |
| ---- | ---- | ---- | ---- | ---- | ---- | ---- | ---- | ---- |
| 724  | 668  | 697  | 707  | 668  | 648  | 616  | 575  | 541  |

| 1921 | 1926 | 1931 | 1936 | 1946 | 1954 | 1962 | 1968 | 1975 |
| ---- | ---- | ---- | ---- | ---- | ---- | ---- | ---- | ---- |
| 468  | 462  | 472  | 465  | 440  | 453  | 462  | 459  | 667  |

| 1982 | 1990 | 1999  | 2005  | 2006  | 2010  | 2015  | 2020  | 2022  |
| ---- | ---- | ----- | ----- | ----- | ----- | ----- | ----- | ----- |
| 849  | 977  | 1 222 | 1 227 | 1 257 | 1 510 | 1 795 | 2 072 | 2 106 |

### Enseignement
La commune possède une école maternelle et élémentaire capable d'accueillir 178 élèves. Elle comporte également une restauration scolaire. L'école est située dans l'académie de Grenoble, en zone A du calendrier scolaire.
Aucun autre établissement scolaire est implanté sur la commune. Il faut donc rejoindre Chambéry pour poursuivre ses études.

### Santé
Grâce à la proximité de la préfecture savoyarde, le village bénéficie de nombreux services de santé.

### Cultes

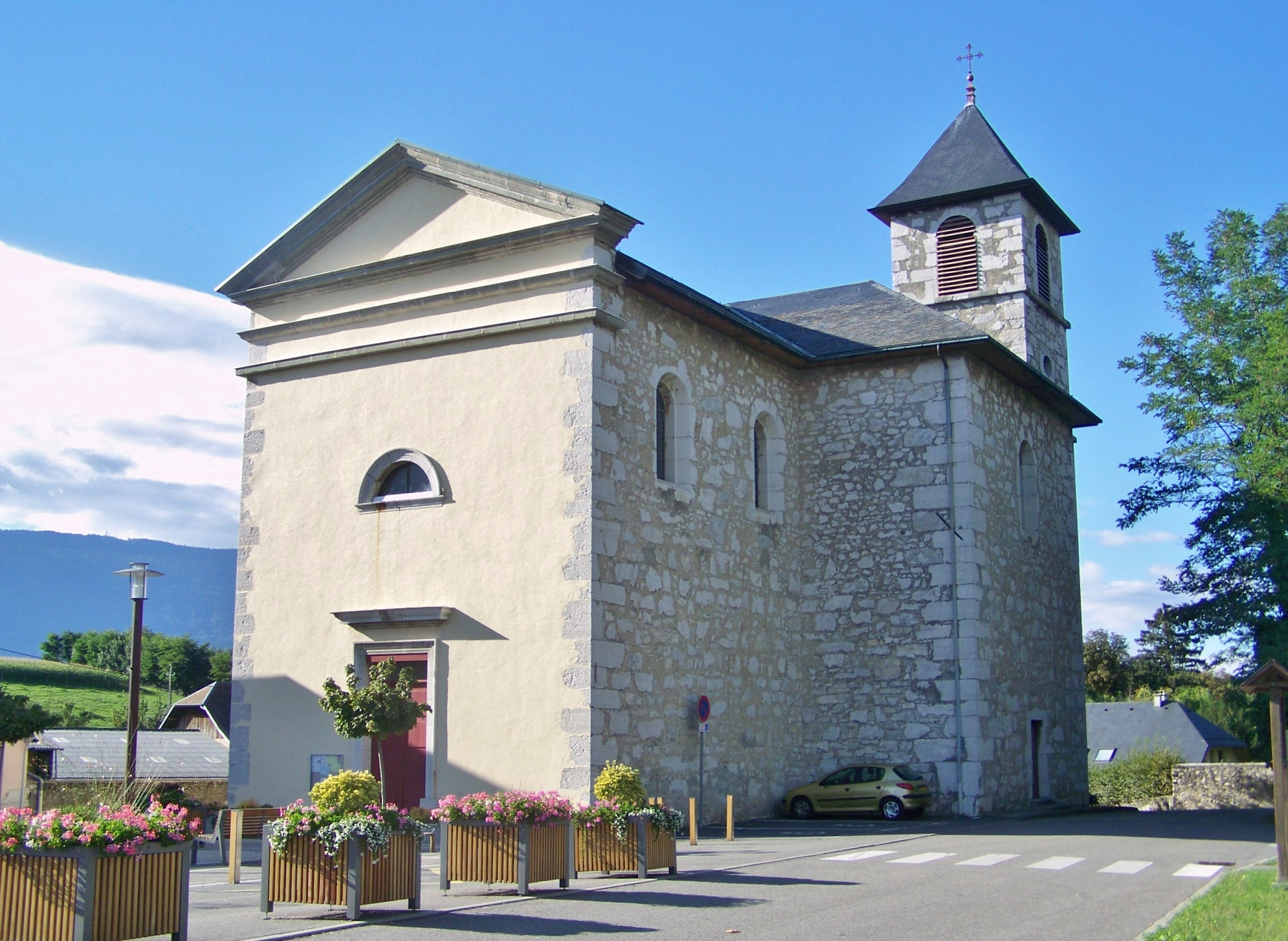
L'église Saint-Donat.

Parmi les lieux de culte que compte la commune figurent notamment l’église Saint-Donat, dédiée à Donat d'Arezzo, et l'oratoire Saint-François-de-Sales.
Ces lieux de culte dépendent de la paroisse Saint-François de Sales des Hauts-de-Chambéry, du doyenné de La Motte-Servolex et de l'archidiocèse de Chambéry, Maurienne et Tarentaise.
Si l'église accueille plusieurs offices annuellement, une seule messe de plein air est célébrée chaque année depuis 2005 à proximité de l'oratoire, un dimanche de juillet.

## Culture locale et patrimoine

### Lieux et monuments

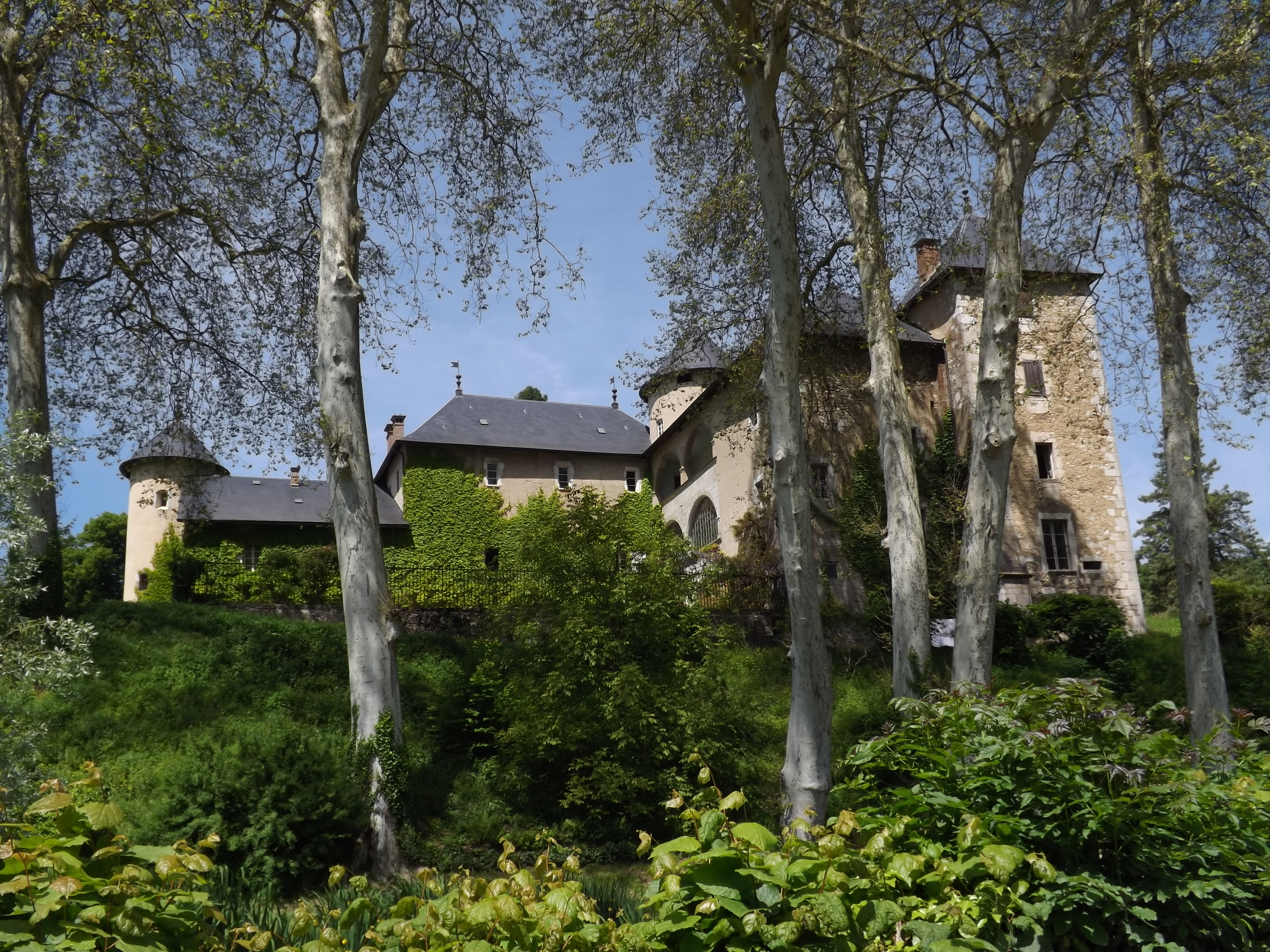
Le château de Sonnaz.

- Le  château de Sonnaz, de style médiéval (construction XVe, XVIe et XVIIe siècles) situé au nord du chef-lieu. Propriété privée et fermée au public.  Inscrit MH (1979, partiellement)[21] ;
- L'église Saint-Donat au chef-lieu, bâtie en 1846 en remplacement d'une église devenue trop petite et mal entretenue[19] ;
- L'oratoire Saint-François-de-Sales, au niveau des Pérouses ;
- La chapelle Notre-Dame-de-Grâce, à Ragès.

### Personnalités liées à la commune
- Grégory Lemarchal y vécut et y est enterré.
- Thierry Repentin y est élu conseiller municipal en mars 2008.
- Famille Gerbaix de Sonnaz

### Héraldique
| Blason de Sonnaz | Blason  | Écartelé en sautoir: au 1er d'azur au château d'or, au 2e d'or à la grue avec sa vigilance de sinople, brochant sur des joncs du même, au 3e d'or à la branche de châtaignier de sinople posée en pal et au sanglier passant de sable passant et brochant, au 4e d'azur à la gerbe de blé d'or et au pic de mineur de sable, posé en bande et brochant sur la gerbe; au sautoir de gueules brochant sur la partition chargé d'une épée d'or posée en bande et passée en sautoir avec sa gaine du même. |
| Blason de Sonnaz | Détails | Le statut officiel du blason reste à déterminer. |